# 莱顿·克拉克森
莱顿·歐文·克拉克森（英語：Leighton Owen Clarkson；2001年10月19日—）是一名英格蘭足球運動員，司職中場，現效力在蘇超球會阿伯丁

## 球會生涯
克拉克森首次職業生涯上場是2019年12月17日英格蘭聯賽盃四分之一决赛利物浦作客對阿士東維拉的比賽，他以替補身份上場。
2020年2月4日，他上場參加英格蘭足總盃重賽對施鲁斯伯里並以1-0勝出，這次勝利陣容是利物浦最年輕的上場陣容。7月24日，他與球會簽下一份長約。
2020年12月9日，他入選2020–21年歐洲冠軍聯賽對中日德兰的先發名單。
2021年8月16日，他褂外借到家鄉球會布莱克本流浪者至季末，但在2022年1月提前結束。

## 國家隊生涯
2021年9月6日，克拉克森首次代表英格蘭U20上場參加對羅馬尼亞U20的賽事，結亦6-1勝出。